# Warhammer 40,000: Dawn of War — Dark Crusade
Warhammer 40,000 Dawn of War — Dark Crusade (с англ. — «Тёмный крестовый поход») — компьютерная игра в жанре RTS, второе дополнение к компьютерной игре Warhammer 40,000: Dawn of War по мотивам одноимённой настольной игры. Выпущена в конце 2006 года компанией THQ. Официальный издатель в России — компания «Бука», выпустившая локализованную версию 16 ноября 2006 года.
Сюжет Warhammer 40000: Dawn of War — Dark Crusade основан на битве за планету Кронус. Представители семи фракций: Космодесант, Орки, Эльдары, Космодесант Хаоса, Имперская гвардия, Некроны и Империя Тау сражаются за эту колонию, развернувшийся таким образом «тёмный крестовый поход» может закончиться победой лишь одной из армий и полным поражением всех остальных.

## Игровой процесс

### Кампания
Прохождение кампании в Dark Crusade проходит в двух режимах на Кронусе, поверхность которого условно разделена на двадцать две области.:
- Стратегический пошаговый режим; захват и удержание новых территорий; перемещение армий по территориям в глобальном режиме. Каждая фракция начинает кампанию на своей основной базе. В обычных условиях армию возможно перемещать только один раз за ход и только в соседнюю область. Чем больше областей находится под контролем игрока, тем ближе основная цель — захват всей планеты. Некоторые области, помимо прироста общего стратегического превосходства, дают дополнительные бонусы: к примеру, при захвате провинции Космопорт Павониса возможен переход или атака на любую провинцию (орбитальная высадка). При захвате провинции Пустоши Эреса игрок сможет атаковать два раза за ход и т.д. С каждой областью планеты связана своя история, раскрывающая сюжетные нюансы вселенной Warhammer 40,000.
- Сражения в реальном времени: после того, как игрок принимает решение атаковать какую-либо область, либо его область подвергается атаке. В случае победы область переходит под контроль победившей фракции. Игрок начинает миссию с основным зданием базы и, нанимая новых юнитов, постепенно развивает её и увеличивает военное присутствие, захватывая т.н. «стратегические точки».

#### Типы областей
- Обычные территории. Контроль над этими территориями даёт стандартное преимущество — увеличение прироста планетарного влияния каждый ход и элитные войска (т.н. телохранители).
- Бонусные провинции (предоставляют существенные преимущества).

Когда игрок захватывает основную базу фракции, она выходит из игры. Если у побеждённой фракции остаются обычные подконтрольные области, их защитники продолжат держать оборону. Захватить основную базу очень сложно, так как обороняющиеся имеют различные преимущества, а сама база серьёзно укреплена (эшелонирована). Для захвата основной базы действуют особые условия.

#### Концовка по канону
В продолжении серии Dawn of War II становится ясно, что на Кронусе победили Кровавые Вороны под предводительством брата-капитана Давиана Тула. Подтверждается гибель Тальдиры, которую допрашивал магистр Азария Кирас; однако вместе с тем выясняется, что Элифас Наследник был воскрешён.

### Фракции

Скриншот игры. В центральной части расположены фракционные постройки (Империя Тау); снизу — панель управления текущим отрядом и мини-карта с точками для захвата; слева сверху — значения ресурсов, их прирост, а также численность/лимит войск

Каждая из семи игровых фракций обладает собственным составом уникальных юнитов и построек, у всех имеются свои виды лидеров-военачальников, основных боевых, разведывательных, стрелковых и штурмовых отрядов; собственный набор техники, а также один, наиболее сильный и самый дорогой юнит. В общий случаях войска действуют не по одиночке, а в составе отрядов, отряд возможно постоянно пополнять и вооружать, пока есть на то ресурсы. Отряд боеспособен, пока жив хотя бы один из его бойцов. Только герои-лидеры, ряд особых юнитов, а также техника управляются индивидуально. Лидеры обладают повышенными тактическими параметрами и выдающимися боевыми навыками, а также различными спецспособностями. Как правило, их можно присоединить к какому-либо отряду обычных юнитов. Общий размер армии, число как бойцов, так и техники, ограничивается определённым значением. 
- Космодесант (Орден Кровавых Воронов) — генетически модифицированные суперсолдаты, созданные Императором для покорения галактики во время Великого Крестового Похода. Кровавым воронам поступил приказ от Магистра Ордена захватить древние руины их ордена и во что бы то ни стало охранять их тайны, даже от Имперской гвардии. Лидер — брат-капитан Давиан Тул.
- Орки (Орда вождя Горгутца) — раса воинов, живущих ради битвы. Некогда созданные Древними, орки созданы ради войны и поэтому лишены необходимости учиться своему ремеслу, все нужные знания им доступны от рождения. Лидер — вождь Горгутц «Охотник за головами».
- Эльдары (Армия Ультвэ) — древняя вымирающая раса, созданная вымершими Древними для войны со звёздными богами К'Тан и некронами. Все представители вида являются псайкерами, так же их технологии наголову опережают остальных. Основа тактики — хитрость и скорость. Лидер — Видящая Тальдира.
- Космодесант Хаоса (Легион Несущих Слово) — один из Легионов космодесанта первого основания, попавший под пагубное влияние богов Хаоса и перешедший на их сторону во время событий Ереси Хоруса. Лидер — Элифас Наследник.
- Имперская гвардия (1-й полк Кронуса) — регулярная армия Империума. Впервые Имперская гвардия появилась в первой части, а в дополнении Winter Assault предстала уже как полноценная игровая фракция, со своими постройками и юнитами. Гвардейцы представляют могущественный Империум, дабы отстоять Кронус во славу Бога-Императора. Лидер — генерал-губернатор Лукас Александр.
- Некроны (Некроны Кронуса) — раса скелетоподобных машин из живого металла, некогда избавленная звёздными богами К'Тан от бренной плоти. На Кронусе пребывали в стазисе задолго до событий игры. Лидер — Лорд Некронов Кронуса.
- Империя Тау (Колонизационный флот Тау) — высокотехнологичная молодая раса, проповедующая идеологию «Высшего Блага». Слаба в ближнем бою, но наносит значительный урон дистанционным оружием. Лидер — Шас’О Каис (герой игры Fire Warrior).

Две последние фракции введены в серию Dawn of War впервые.

#### Моральный дух
Моральный дух — присутствует у большинства отрядов, представляет собой совокупность отваги и желания сражаться. Если боевой дух отряда на высоте, то они сражаются эффективнее. Снижение боевого духа происходит при получение отрядом урона и сильно понижает боевые качества отряда (в частности, повышает получаемый урон). Определённое оружие, такие как огнемёты и снайперские винтовки, а также ряд различных особенностей других юнитов сильнее снижают боевой дух. Лидеры и сержанты отрядов помогают удерживать боевой дух своим присутствием и спецспособностями. У техники и некоторых пехотных отрядов (таких как Берсеркеры Кхорна) нет боевого духа (или такие отряды не подвержены его изменениям).

#### Военная экипировка лидеров
Каждый лидер начинает кампанию со стандартной экипировкой. Проходя кампанию (захватывая и удерживая провинции), лидер награждается очками, которые можно тратить на улучшенную экипировку. Например, брат-капитан Давиан Тул изначально имеет стандартный болт-пистолет и цепной меч. Этот болт-пистолет можно улучшить в плазменный пистолет, а меч — в силовой меч. Также можно приобрести дополнительную экипировку, дающую лидеру новые способности, такие как телепортация, способность видеть невидимых солдат, и т. п. Также существуют дополнения, получить которые возможно только после получения всех других.

### Ресурсы
В игре два типа ресурсов: тактическое «влияние» и энергия, они тратятся на развитие базы и наём новых юнитов. Энергия вырабатывается генераторами. Возможно построить два типа генераторов: обычные и термальные; последние возводятся только на определенных точках карты — лавовых шахтах. Термогенераторы вырабатывают гораздо больше энергии, чем обычные.
«Влияние» — основополагающий эфемерный «ресурс», показатель которого растёт тем быстрее, чем больше игрок захватит и удержит под своим контролем областей карты, помеченных определёнными точками. Эти точки делятся на три категории:
- Стратегические точки — самые распространённые; символизируют общий контроль над территорией; дают малый прирост «влияния»; на этих точках возможно построить и укрепить посты для охраны точек от врагов и увеличения прироста «влияния». Посты создают вокруг себя зону контроля в которой можно возводить другие здания. Радиус видимости (без постов) — средний.
- Ключевые точки — редко встречаются; дают гораздо больше «влияния», чем стратегические, но на них невозможно строить посты; взятие их под контроль требует больше времени. Радиус видимости  — большой.
- Реликтовые точки — помимо прироста «влияния» даёт возможность строить самые сильные боевые единицы; на реликтовых точках возможно строить посты; также долго захватываются. Радиус видимости (без постов) — малый.
- Лавовая шахта — построив на ней термогенератор, игрок сможет получать большее количество энергии, чем от обычных генераторов.

«Влияние» и энергия вырабатываются постоянно, но со временем генераторы и точки «истощаются», в игре появляется сообщение о том, что игрок исчерпал стратегический ресурс и объекты начинают приносить меньше ресурсов.

## Отзывы и оценки
| Сводный рейтинг    | Сводный рейтинг           |
| Агрегатор          | Оценка                    |
| ------------------ | ------------------------- |
| GameRankings       | 86,70 %                   |
| Metacritic         | 87 % (на базе 34 обзоров) |
| Иноязычные издания |                           |
| Издание            | Оценка                    |
| GameSpot           | 8,8/10                    |
| IGN                | 8,7/10                    |
| PC Gamer (US)      | 79 %                      |

Крупнейший российский портал игр Absolute Games поставил игре 80 %. Обозреватель отметил интересные новвоведения. Вердикт: «Финал одиночной кампании Dark Crusade не ставит точку в затяжном конфликте интересов. Очевидный намек сразу на две RTS из серии Warhammer 40.000, которые обрушатся на нас в следующем году, оставляет всего один насущный вопрос: „аддон или сиквел“? В любом случае шоу продолжается.»
Игромания поставила игре 8.5 баллов из 10-ти, сделав следующее заключение: «Аддон самых что ни на есть голубых кровей. К вашим услугам изрядно обновленный геймплей, масштабные и предельно яростные сражения. Плюс две новые расы.»
Страна Игр поставила игре 8.5 из 10-ти баллов. К достоинствам были причислены хорошая графика и проработанность игровых сражений. К недостаткам отнесли небольшой дисбаланс. Вердикт: «Как и ожидалось, из Dark Crusade получился великолепный, почти идеальный add-on, который затягивает на долгие часы. Империя Тау и Орки имеют способность вызывать Больших животных!»